# Francis Ellingwood Abbot
Francis Ellingwood Abbot (Boston, 6 de novembro de 1836) — Massachusetts, 23 de outubro de 1903) foi um filósofo e teólogo norte-americano.